# Haradocká vysočina

Haradocká vysočina (zeleně) na geomorfologické mapě Běloruska

Haradocká vysočina (bělorusky Гарадоцкае ўзвышша, rusky Городокская возвышенность) fyzicko-geografický rajón Bělorusko-Valdajské provincie. Nachází se na severovýchodě Běloruska. Je součástí Běloruského pojezeří. Přimyká se k severozápadní části Aršanské prolákliny. 
Zabírá téměř celé území Haradockého rajónu, část Vitebského a Šumilinského rajónu ve Vitebské oblasti. Na východě hraničí se Suražskou nížinou, na jihu v údolí Západní Dviny s Vitebskou vysočinou, na západě s Polackou nížinou, na severu Haradocká vysočina přechází do Ruska a slučuje s Něvělskou vysočinou. Od severu na jih vysočina dosahuje délky 60–70 km, od západu k východu v rozmezí 40–45 km, má rozloha 3,3 tis. km². 
Nejnižší bod měří 135 m n. m. (poblíž obce Kuryna ve Vitebském rajónu) a nejvyšší 263 m n. m. (obec Zaharany v Haradockém rajónu). Vysočina se od přilehlých nížin vyznačuje rozdílem až 100 m.
Na tvorbě reliéfu se podílely ledovce pěti zalednění, konečná fáze proběhla při ústupu paazjerského ledovce (braslaŭská fáze). Jádro Haradocké vysočiny se skládá z vápence z období svrchního devonu a dolomitu. Povrch je tvořen systémem terminálních morénových hřebenů o délce 8–10 km a šířce 2–3 km, které jsou odděleny hlubokými říčními údolími (40 m), proláklinami a nízce položenými údolími. Nacházejí se zde ložiska keramické hlíny, písku a štěrku, rašeliny, sladkých a minerálních podzemních vod.
Říční síť náleží do povodí Západní Dviny, např. Čarnaŭka, Čarnujka (přítok Obalu), Lužasňanka, Aŭsjanka; na východním svahu pramení řeka Lovať (v povodí Nivy). Největšími jezery jsou Jezjaryšča, Losvida, Kašo, Vymna, Zaronava. Půdy jsou drnově podzolové, drnově podzolové bahnité, rašelinné bahnité a aluviální půdy. Orná půda pokrývá 25% území, zalesněno je 30%. Na teritoriu Haradocké vysočiny se nacházejí rezervace místního významu jako Surmino, Cjosta, Patašenski a hydrologická rezervace republikového významu „Karycenski moch“.